# Таємниці (телесеріал)
«Таємниці» — 95-серійний український телесеріал 2019 року. Телесеріал створено кінокомпанією «Panopticum» на замовлення каналу «Україна». Телесеріал є українською адаптацією хорватського формату, придбаного в англійської компанії «Fremantle media». Адаптацією сценарію для телеканалу «Україна» займалася Тетяна Гнєдаш. Режисером та креативним продюсером став Сергій Кравець.
Прем'єра 1-го сезону відбулася 8 січня 2019 року на телеканалі ТРК Україна. Показ 1-го сезону закінчився 24 травня 2019 року.

## Синопсис
Дія фільму відбувається одночасно у трьох часових вимірах — у 1944 році, 1991 та у 2005 роках — вже сучасної України.
З приходом радянської влади після війни до селища Станова на Буковині, активіст Федір Грищук вбиває у родовому замку його власника Ніколу фон Бюсофа. А дружина фон Бюсофа, яка тоді була вагітна, тікає до Австрії, де незабаром народжує доньку Юлію.
З проголошенням незалежності України вже доросла Юлія разом зі своїм чоловіком Борисом та сином Миколою їдуть до Станова аби знайти родинні коштовності, що заховав їхній батько у лісі під дубом. У селищі вона знайомиться з синами вбивці її татка — Семеном та Іваном. Пошуки в 1991 році розтяглись на декілька місяців. Родина з Австрії зупинилась у будинку старшого з братів, Семена. Він сам виховує доньку Катю, бо дружина померла при пологах. Діти Катя та Микола знайомляться і закохуються одне в одного. В той самий час за дивних обставин десь подівся батько Каті. Також через коштовності родини фон Бюсоф хтось убиває матір Миколи. За обвинуваченням у вбивстві дружини батька Миколи саджають за ґрати. Хлопчика забирає до себе бабуся, а рідні дядько (Іван) та тітка відправляють Катю до дитбудинку.
Минув час і вже дорослий Микола, який став слідчим, у 2005 році повертається до Станова, щоб розкрити вбивство матері й знайти справжнього злочинця. Катя в той самий час також повертається додому в містечко. Вони зустрічаються знов і закохуються одне в одного. Але між героями виникає нова прірва і цього разу це не відстань, а таємниця… і не одна! Антигероєм усіх цих подій стає рідний дядько Каті — Іван. Розслідування Миколи триває та приводить до низки несподіваних відкриттів.

## У ролях

### Головні
- Анастасія Пустовіт — Катерина (Катя) Семенівна Грищук (головна роль)
- Макар Тихомиров — Микола Борисович Бюсоф, слідчий (головна роль)
- Сергій Калантай — Іван Федорович Грищук, дядько Каті
- Ірина Новак — Вікторія Леонідівна Грищук, дружина Івана
- Наталія Бабенко — Лора Грищук, донька Вікторії та Івана
- Данило Мірешкін — Анатолій (Толик) Банах
- Костянтин Данилюк — Борис Смірнов, батько Миколи
- Леся Самаєва — Зіна, дружина Гриця — власниця кафе
- Костянтин Костишин — Григорій Васильович Вишняк
- Олеся Голуб — Ася, подруга Каті

### Повторювані
- Юлія Першута — Валя
- Олександр Соколов — Сергій Вишняк, син Гриця
- Римма Зюбіна — Софія, черниця, мати Каті
- Зоя Барановська — Ганна, міліціонерка
- Артем Мануйлов — Ігор Святославович Петрик, слідчий
- Інна Капінос — Галина
- Володимир Ліліцький — Артур
- Любомир Валівоць — Костянтин, помічник Миколи Бюсофа
- Ілля Паладін — Максим, хлопчик з дитбудинку
- Євген Лебедин — Тарас, хлопчик з дитбудинку
- Маргарита Лапіна — Люся, дівчинка з дитбудинку
- Єва Шевченко-Головко — Надійка, донька Каті
- Таїса Бойко — Ліля
- Марина Лях — Ніна Олексіївна, інспектор з усиновлення
- Володимир Філатов — Олексій Дмитрович, начальник Управління внутрішніх справ
- Артур Логай — Станіслав (Стас) Робертович Горський, коханець Вікторії Грищук
- Сергій Фролов — Семен Федорович Грищук
- Анжеліка Гирич — Юлія фон Бюсоф (Смірнова)
- Ігор Рубашкін — Нікола фон Бюсоф
- Віта Смачелюк — Теодора фон Бюсоф (28 років)
- Тетяна Печенкіна — Теодора фон Бюсоф (75 років)
- Олег Прімогенов — Степан, дядько Валі
- Станіслав Бжезінський — Славко, міліціонер
- Михайло Кришталь — Остап Данилович Чорнобай, дільничний інспектор міліції
- Олександр Боднар — Семен у молодості

### Епізодичні
- Данило Шевченко — епізод
- Віталій Новіков — епізод
- Дмитро Оськін — антиквар
- Тетяна Солдатова — епізод
- Олексій Цуркан — епізод
- Юріс Тете — епізод
- Григорій Боковенко — епізод
- Маргарита Жигунова — епізод
- Олена Новікова — епізод
- Володимир Абазопуло — епізод
- Юрій Карабак — епізод
- Іванна Бжезінська — епізод
- Віктор Полторацький — епізод
- Едуард Джафаров — епізод
- Ірина Ліфшиц — епізод
- Галина Свята — епізод
- Анна Александрович — епізод
- Євген Синчук — Грохольський, професор
- Олена Івасіва — епізод
- Аліса Тункевич — епізод
- Маргарита Бахтіна — епізод
- Євгенія Топчій — епізод
- Ірина Тамім — епізод
- Юлія Чугай — епізод
- Дар'я Рибак — журналістка
- Вероніка Літкевич
- Олександр Жуковін
- Олег Москаленко —  Іван Грищук у молодості
- Сергій Солопай
- Володимир Хохлов
- Олександр Артеменко
- Софія Соловйова
- Лариса Уманцева
- Анастасія Остреінова
- Олександр Янкевич
- Ігор Пісний
- Віктор Кошевенко
- Ніна Набока
- Юрій Яковлєв-Суханов
- В'ячеслав Василюк
- Роман Лук'янов
- Дмитро Лаленков — оперний співак Каруччі
- Мирослав Павличенко
- Ганна Левченко
- Михайло Круль
- Тарас Цимбалюк
- Данила Бочков — Микола (в дитинстві)
- Ольга Бутко
- Ірина Бондаренко
- Мирослава Лясота
- Олена Корівка
- В'ячеслав Дудко
- Анастасія Гіренкова — Олена Коваленко, мати близнюків
- Маргарита Савкун
- Ігор Колтовский
- Олександра Люта
- Олександр Онуфрієв
- Вероніка Лук'яненко
- Олександр Галафутник
- Руслан Неупокоєв
- Катерина Котова
- Ніна Волкова
- Олександр Божко
- Юлія Гапчук
- Ірина Бібік
- Вадим Полікарпов
- Олександр Бондар
- Андрій Макарченко
- Сергій Поляков
- Андрій Лелюх
- Мирослава Філіпович
- Ігор Зоров
- Володимир Мельник
- Римма Тишкевич
- Дарина Орєхова
- Дмитро Єфремов
- Артур Новиков
- Андрій Мордовець
- Андрій Романій
- Станіслав Щокін
- Дмитро Вівчарюк
- Іван Вороний
- Сергій Савенков
- Олександр Дулін
- Олексій Пащенко
- Руслан Коваль
- Оксана Коляденко
- Рінат Хайруллін
- Анна Грец
- Марія Пустова
- Христина Кисельова
- Максим Даньшин
- Євген Рачок
- Світлана Соловйова
- Данила Краснощок
- Ігор Назаров
- Дамір Сухов (в титрах Дамір Коломийченко)
- Лілія Майборода
- Олег Капустін
- Андрій Титов
- Максим Бойко
- Артем Бойко
- Ігор Шульга
- Таміла Петрощук
- Майя Шелеп
- Богдан Данилюк
- Олександр Соколенко
- Сергій Долина — Миша
- Ігор Матіїв
- Олександр Сімочов
- Вадим Голданов
- Роман Марюха — опер

## Виробництво
Серіал знімали з травня по кінець вересня 2018 року в одному з павільйонів кіностудії імені Олександра Довженка. Зйомки також проходили у передмісті Києва та на Західній Україні. Всього робота над картиною тривала майже рік – 306 днів. Щодня зйомки паралельно велися на двох майданчиках, на яких були задіяні 80 осіб знімальної групи.